# 민족성
민족성(民族性, 영어: ethnic stereotype, national stereotype, national character)은 특정한 민족, 국적, 지위, 사회, 문화 규범의 일반적인 특징에 관한 믿음 체계이다. 민족 또는 민족 집단은 공유하는 속성을 가진 사람들의 집단이며, 그들은 그것을 집단적으로 믿고 장기간 족내혼을 한다. 민족은 언어, 문화, 공통적인 혈통 집합, 전통, 사회, 종교, 역사 또는 사회적 대우와 같은 속성을 공유한다. 민족은 또한 좁거나 넓은 범위의 유전적 혈통을 가질 수 있으며, 일부 집단은 혼합된 유전적 혈통을 가진다. 민족은 때때로 국민과 상호 교환적으로 사용되는데, 특히 민족주의의 경우에 그렇다. 또한 인종과 상호 교환적으로 사용되기도 하지만, 모든 민족이 인종 집단으로 인식되는 것은 아니다.
문화 동화, 문화 변용, 문화 혼합, 언어 교체, 이종 결혼, 입양 및 개종을 통해 개인이나 집단은 시간이 지남에 따라 한 민족 집단에서 다른 민족 집단으로 이동할 수 있다. 민족 집단은 하위 집단이나 부족으로 나뉠 수 있으며, 이들은 족내혼 또는 지리적 고립으로 인해 시간이 지남에 따라 별도의 민족 집단이 될 수 있다. 반대로, 이전에 분리되었던 민족들은 합쳐져 범민족을 형성하고 결국 하나의 단일 민족으로 합쳐질 수 있다. 분열을 통해서든 융합을 통해서든, 별도의 민족 정체성이 형성되는 것을 민족 형성이라고 한다.
민족을 이해하는 데에는 주로 원초주의(primordialism)와 구성주의(constructivism)라는 두 가지 이론이 존재한다. 20세기 초의 원초주의자들은 민족 집단을 그 고유한 특성이 먼 과거부터 지속되어 온 실재하는 현상으로 보았다. 1960년대 이후 발전된 관점들은 민족 집단을 사회적 규칙에 의해 정체성이 부여되는 사회적 구성물로 간주하는 경향이 커졌다.

## 용어
'민족'의 영단어 ethnic이라는 용어는 궁극적으로 고대 그리스어 ethnos에서 유래했으며, 형용사 형태인 ethnikos를 통해 라틴어 ethnicus로 차용되었다. 이 개념에 대한 고유한 영어 용어는 늦은 중세 영어 시대부터 라틴어 계통의 인민과 함께 사용된 민족이다.
초기 현대 영어 시대와 19세기 중반까지, 'ethnic'은 이교도 또는 이교를 의미하는 데 사용되었다 (그리스도교 세계에 아직 참여하지 않은 분리된 "국민들"이라는 의미에서). 이는 70인역 성경에서 히브리어 'goyim' ("이방 민족, 비히브리인, 비유대인")을 번역하기 위해 ta ethne '민족들'을 사용했기 때문이다. 고졸기 그리스 시대의 그리스어 용어 (호메로스 그리스어)는 어떤 큰 집단, 즉 인간 무리, 동료 집단뿐만 아니라 동물의 무리나 떼를 지칭할 수 있었다. 고전 그리스어에서 이 단어는 현재 "민족 집단"이라는 개념에 상응하는 의미를 띠게 되었고, 주로 "국민, 부족, 고유한 민족 집단"으로 번역되었다. 헬레니즘 그리스어에서만 이 용어는 특히 "이방" 또는 "야만인" 민족을 지칭하는 의미로 더욱 좁아지는 경향을 보였다 (이로 인해 나중에 "이교도, 이교"라는 의미가 파생되었다).
19세기에 이 용어는 "부족, 인종, 민족 또는 국가에 특유한"이라는 의미로 다시 사용되기 시작했으며, 이는 원래 그리스어 의미로 돌아가는 것이었다. "서로 다른 문화 집단"이라는 의미, 그리고 미국 영어에서는 "부족적, 인종적, 문화적 또는 국가적 소수 집단"이라는 의미가 1930년대부터 1940년대에 생겨났는데, 이는 이전에 이러한 의미를 가졌던 '인종'이라는 용어가 이데올로기적 인종 차별과의 연관성 때문에 더 이상 사용되지 않게 되었기 때문이다. 추상적인 'ethnicity'는 18세기에 "이교주의"의 대체어로 사용되었지만, 이제는 "민족적 특성"의 의미를 표현하게 되었다 (최초 기록 1953년).
'민족 집단'(ethnic group)이라는 용어는 1935년에 처음 기록되었고 1972년에 옥스포드 영어사전에 등재되었다. 맥락에 따라 국적이라는 용어는 민족과 동의어로 사용되거나 주권국의 시민과 동의어로 사용될 수 있다. 이러한 정체성 발생 과정은 민족 형성이라고 불리며, 이는 약 1950년부터 민족학 문헌에서 사용되는 용어이다. 이 용어는 또한 독특하고 비정상적으로 이국적임을 나타내는 의미로 사용될 수 있으며 (예: "민족 음식점" 등), 일반적으로 특정 지역의 지배적인 인구가 확립된 후에 도착한 최근 이민자들의 문화와 관련된다.
구성원 자격을 정의하는 집단 정체성의 어떤 원천이 강조되느냐에 따라, 다음과 같은 유형의 (종종 상호 중첩되는) 집단들을 식별할 수 있다:
- 민족-언어, 공유된 언어, 방언 (그리고 아마도 문자) – 예: 프랑스계 캐나다인을 강조
- 민족-국가, 공유된 정체 또는 국민 정체성 감각을 강조 – 예: 오스트리아인
- 민족-인종, 표현형에 기반한 공유된 신체적 외모를 강조 – 예: 아프리카계 미국인
- 민족-지역, 상대적 지리적 고립에서 비롯된 뚜렷한 지역적 소속감을 강조 – 예: 뉴질랜드의 남섬 주민
- 민족-종교, 특정 종교, 교파 또는 종파와의 공유된 소속감을 강조 – 예: 몰몬교, 시크교
- 민족-문화, 공유된 문화 또는 전통을 강조하며, 종종 다른 형태의 민족성과 중첩됨 – 예: 여행자

많은 경우, 두 가지 이상의 측면이 구성원 자격을 결정한다. 예를 들어, 아르메니아인 민족성은 아르메니아 시민권, 아르메니아 혈통, 아르메니아어의 모국어 사용, 또는 아르메니아 사도교회 소속으로 정의될 수 있다.

## 정의 및 개념사

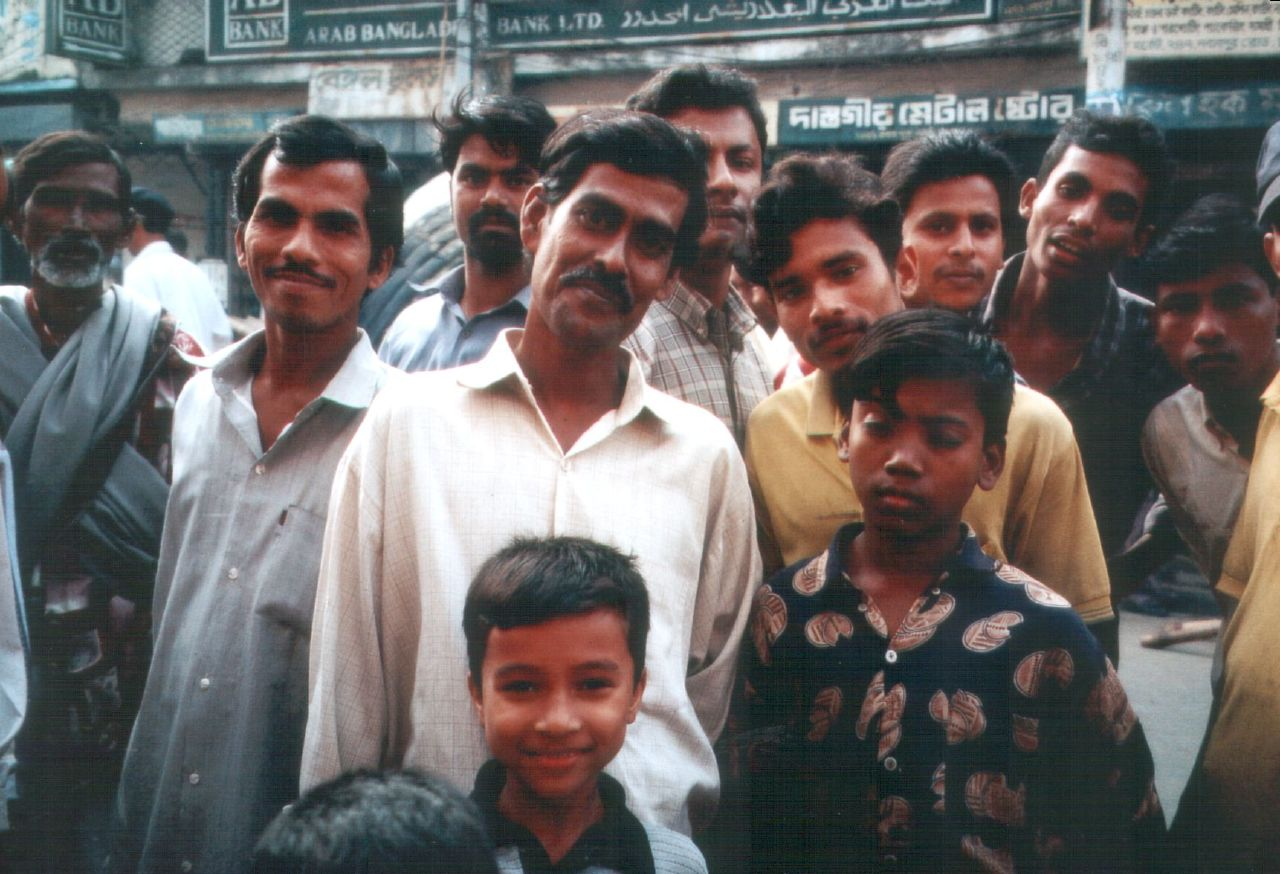
방글라데시의 다카에 있는 벵골인 집단. 벵골인은 한족과 아랍인에 이어 세계에서 세 번째로 큰 민족 집단이다.

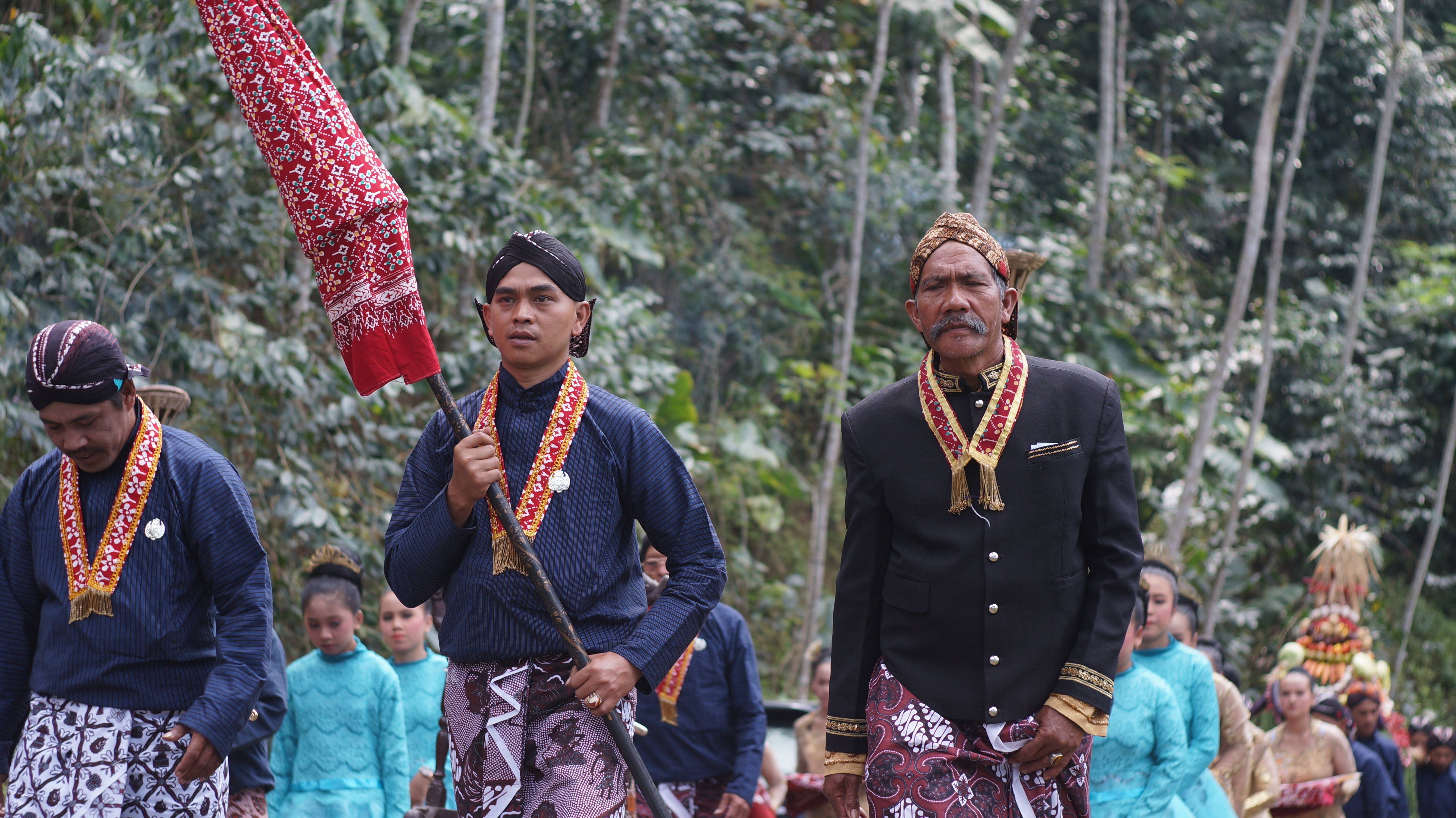
인도네시아의 자와인은 가장 큰 오스트로네시아족 민족 집단이다.

민족지는 고전 고대에서 시작된다. 아낙시만드로스와 헤카타이오스와 같은 초기 저술가들 이후, 헤로도토스는 고대 세계의 역사학과 민족지학의 기초를 마련했다. 그리스인들은 그리스인이라는 이름으로 묶인 자신들의 민족 개념을 발전시켰다. 마케도니아처럼 전형적인 그리스 방식이 아닌 귀족이 통치하는 예외나, 특이한 통치 계급을 가진 스파르타도 있었지만, 고대 그리스인들은 민족주의에 대한 강한 신념 때문에 일반적으로 비그리스인만을 노예로 삼았다. 그리스인들은 때때로 자신들의 가장 낮은 시민조차도 어떤 야만인보다 우월하다고 믿었다. 아리스토텔레스는 그의 정치학 1.2–7; 3.14에서 그리스인과 대조적으로 야만인을 타고난 노예로 묘사하기도 했다. 헤로도토스(8.144.2)는 당시 그리스(헬레네) 민족 정체성을 정의하는 요소에 대해 유명한 설명을 제공했으며, 다음과 같이 열거했다.
1. 공유된 혈통(그리스어: ὅμαιμον – homaimon, "같은 피")[18][19][20]
2. 공유된 언어(그리스어: ὁμόγλωσσον – homoglōsson, "같은 언어를 말함")[21]
3. 공유된 성역과 희생제(그리스어: θεῶν ἱδρύματά τε κοινὰ καὶ θυσίαι – theōn hidrumata te koina kai thusiai)[22]
4. 공유된 도덕(그리스어: ἤθεα ὁμότροπα – ēthea homotropa, "같은 방식의 관습")[19][20][23][24][25]

그러나 초기 그리스인들은 혈통으로 그리스 민족성을 정의하지 않았다. 이소크라테스는 그의 연설 '파네기리쿠스'에서 다음과 같이 말했다. "우리 도시는 사상과 언어에서 나머지 인류를 훨씬 능가하여, 우리 도시의 학생들이 세계의 나머지 사람들의 스승이 되었다. 그리하여 '헬레네'라는 이름은 더 이상 인종을 의미하지 않고 지성을 의미하게 되었으며, '헬레네'라는 칭호는 공통된 혈통을 공유하는 사람들보다는 우리 문화를 공유하는 사람들에게 적용된다."
민족성이 문화적 보편성에 해당하는지 여부는 어느 정도 사용되는 정확한 정의에 달려 있다. 프레드리크 바르트와 에릭 울프와 같은 많은 사회 과학자들은 민족 정체성을 보편적인 것으로 간주하지 않는다. 그들은 민족성을 인간 집단에 내재된 본질적인 특성이라기보다는 특정 종류의 집단 간 상호작용의 산물로 본다.틀:Irrelevant citation
토마스 휠란 에릭센에 따르면, 민족성 연구는 최근까지 두 가지 뚜렷한 논쟁에 의해 지배되었다.
- 하나는 "원초주의"와 "도구주의" 사이의 논쟁이다. 원초주의적 관점에서 참여자는 민족적 유대를 외부적으로 주어진, 심지어 강압적인 사회적 유대로 집단적으로 인식한다.[29] 민족은 또한 장기간의 족내혼이나 문화적 대상에 대한 애착, 또는 이 둘의 조합을 통해 시간이 지남에 따라 유기적으로 형성되는 것으로 인식된다.[1] 반면 도구주의적 접근은 민족성을 주로 정치적 전략의 임시적인 요소로 취급하며, 이익 집단이 부, 권력, 지위 증가와 같은 부차적인 목표를 달성하기 위한 자원으로 사용한다.[30][31] 이 논쟁은 정치학에서 여전히 중요한 기준점이지만, 대부분의 학자들의 접근 방식은 두 극단 사이에 있다.[32]
- 두 번째 논쟁은 "구성주의"와 "본질주의" 사이의 논쟁이다. 구성주의자들은 국가 및 민족 정체성을 역사적 힘의 산물로 보는데, 이는 정체성이 오래된 것으로 제시될 때조차도 종종 최근의 힘의 산물로 본다.[33][34] 본질주의자들은 그러한 정체성을 사회 행위자를 정의하는 존재론적 범주로 본다.[35][36]

에릭센에 따르면, 이러한 논쟁들은 특히 인류학에서, 학자들이 다양한 민족 집단과 국가 구성원들의 점점 더 정치화된 자기 표현 형태에 대응하려는 시도에 의해 대체되었다. 이는 미국과 캐나다와 같이 다양한 문화권에서 온 많은 이민자들을 가진 국가들의 다문화주의 논쟁과 카리브 제도 및 남아시아의 탈식민주의 맥락에서 이루어진다.
막스 베버는 민족 집단은 공유된 공동체에 대한 주관적인 믿음에 기반을 두고 있기 때문에 künstlich (인위적, 즉 사회적 구성물)이라고 주장했다. 둘째, 공유된 공동체에 대한 이 믿음이 집단을 창조한 것이 아니라, 집단이 믿음을 창조했다. 셋째, 집단 형성은 권력과 지위를 독점하려는 욕구에서 비롯되었다. 이는 당시 지배적이던 자연주의적 믿음과는 상반되는 것이었다. 당시 자연주의는 사람들 간의 사회문화적, 행동적 차이가 공통 조상에서 유래한 타고난 특성과 경향(당시에는 "인종"이라고 불림)에서 비롯된다고 보았다.
민족성에 대한 또 다른 영향력 있는 이론가는 바르트(Barth)였다. 그의 1969년 저서 "민족 집단과 경계(Ethnic Groups and Boundaries)"는 1980년대와 1990년대 사회학 연구에서 이 용어의 사용을 확산시키는 데 중요한 역할을 한 것으로 평가된다. 바르트는 민족성의 구성된 본질을 강조하면서 베버보다 한 걸음 더 나아갔다. 바르트에게 민족성은 외부적 귀속과 내부적 자기 식별 모두에 의해 끊임없이 협상되고 재협상되는 것이었다. 바르트의 견해는 민족 집단이 단절된 문화적 고립체이거나 사람들이 자연스럽게 속하는 논리적 선험자가 아니라는 것이다. 그는 문화를 경계 있는 실체로, 민족성을 원초적 유대로 보는 인류학적 개념을 버리고 집단 간의 접점에 초점을 맞추고자 했다. 따라서 "민족 집단과 경계"는 민족 정체성의 상호 연결성에 초점을 맞춘다. 바르트는 다음과 같이 썼다: "... 범주적인 민족적 구분은 이동성, 접촉, 정보의 부재에 의존하지 않지만, 개인의 삶의 역사 과정에서 참여와 구성원 자격이 변화함에도 불구하고 불연속적인 범주가 유지되도록 하는 사회적 배제 및 통합 과정을 수반한다."
1978년 인류학자 로널드 코헨은 사회학자들이 "민족 집단"을 식별하는 것이 토착적 현실보다는 부정확한 라벨을 반영하는 경우가 많다고 주장했다.
... 문헌에서 우리가 기본적으로 주어진 것으로 종종 무심코 받아들이는 명명된 민족 정체성은 종종 자의적으로, 또는 더 나쁘게는 부정확하게 부과된다.

이런 식으로 그는 외부인, 예를 들어 인류학자에 의한 민족 집단 식별이 그 집단 구성원들의 자기 식별과 일치하지 않을 수 있다는 사실을 지적했다. 그는 또한 사용 초기 수십 년 동안 민족이라는 용어가 공유된 문화 체계와 공유된 유산을 가진 작은 집단을 지칭할 때 "문화적" 또는 "부족적"과 같은 오래된 용어 대신 종종 사용되었지만, "민족성"은 부족 및 현대 사회 모두에서 집단 정체성 체계 간의 공통점을 설명할 수 있다는 추가적인 가치를 가졌다고 설명했다. 코헨은 또한 "민족적" 정체성에 대한 주장(이전의 "부족적" 정체성에 대한 주장처럼)이 종종 식민주의적 관행이자 식민지 주민과 국민 국가 간의 관계의 결과라고 주장했다.
폴 제임스에 따르면, 정체성 형성은 종종 식민화에 의해 변화되고 왜곡되었지만, 정체성은 아무것도 없는 상태에서 만들어지지 않는다.
식민화, 국가 형성 또는 일반적인 근대화 과정에 의해 명확한 유형학으로 성문화되고 굳어진 정체성 분류조차도 항상 긴장과 모순으로 가득하다. 때로는 이러한 모순이 파괴적이지만, 창조적이고 긍정적일 수도 있다.

따라서 사회과학자들은 민족 정체성의 다양한 표지들이 어떻게, 언제, 왜 두드러지는지에 초점을 맞춰왔다. 예를 들어, 인류학자 조안 빈센트(Joan Vincent)는 민족적 경계가 종종 변화무쌍한 성격을 띤다고 보았다. 로널드 코헨(Ronald Cohen)은 민족성이 "포괄과 배제의 일련의 중첩되는 이분법"이라고 결론지었다. 그는 조안 빈센트의 관찰에 동의하며 (코헨의 재해석에 따르면) "민족성... 정치적 동원의 특정 필요에 따라 경계가 좁아지거나 넓어질 수 있다"고 말한다. 이것이 혈통이 때로는 민족성의 표지가 되고 때로는 그렇지 않은 이유일 수 있다. 즉, 민족성의 어떤 특성이 두드러지는지는 사람들이 민족적 경계를 확장하는지 축소하는지에 달려 있으며, 확장하거나 축소하는지는 일반적으로 정치적 상황에 달려 있다.
칸찬 찬드라는 민족 정체성의 광범위한 정의(공통 문화, 공통 언어, 공통 역사, 공통 영토를 포함하는 정의)를 거부하고, 대신 민족 정체성을 공통 혈통에 대한 믿음에 의해 결정되는 정체성 범주의 하위 집합으로 좁게 정의한다. 요한나 비르니르도 유사하게 민족성을 "언어, 인종, 위치 등과 같이 변경하기 매우 어렵거나 불가능한 특성을 중심으로 하는 집단 자기 식별"로 정의한다.

### 민족성 이해에 대한 접근 방식
민족성을 인간 삶과 사회의 한 요소로서 이해하려는 노력에서 다양한 사회과학자들은 다양한 접근 방식을 사용해 왔다. 조너선 M. 홀이 지적하듯이, 제2차 세계 대전은 민족 연구의 전환점이었다. 나치 인종주의의 결과는 민족 집단과 인종에 대한 본질주의적 해석을 억제했다. 민족 집단은 생물학적 실체라기보다는 사회적 실체로 정의되기 시작했다. 그들의 응집력은 공유된 신화, 혈통, 친족, 공통된 기원, 언어, 종교, 관습, 그리고 민족적 성격에 기인했다. 따라서 민족 집단은 안정적이라기보다는 가변적인 것으로, 유전자에 기록된 것이 아니라 담론적 실천에서 구성된 것으로 이해된다.
다양한 접근 방식의 예로는 원초주의, 본질주의, 영속주의, 구성주의, 근대주의, 도구주의 등이 있다.
- "원초주의"는 민족성이 인간 역사의 모든 시기에 존재했으며, 현대 민족 집단이 먼 과거까지 역사적 연속성을 가진다고 주장한다. 그들에게 민족성이라는 개념은 국민이라는 개념과 밀접하게 연결되어 있으며, 친족과 생물학적 유산에 의해 뿌리내린 원초적으로 존재하는 집단으로 인류를 나누는 베버 이전의 인간 이해 방식에 뿌리를 둔다.
  - "본질주의적 원초주의"는 민족성이 인간 존재의 선험적 사실이며, 민족성이 어떤 인간 사회적 상호작용보다 선행하며, 그것에 의해 변하지 않는다고 주장한다. 이 이론은 민족 집단을 역사적인 것뿐만 아니라 자연적인 것으로 본다. 그러나 이 이론은 오늘날의 다민족 사회의 구성을 형성하는 이종 결혼, 이주 및 식민화의 영향을 무시한다.[46]
  - "친족 원초주의"는 민족 공동체가 친족 단위의 확장이며, 기본적으로 친족 또는 씨족 유대에 의해 파생되며, 문화적 표식(언어, 종교, 전통)의 선택은 이러한 생물학적 친연성을 보여주기 위해 이루어진다고 주장한다. 이런 식으로 민족 공동체의 정의적 특징인 공통 생물학적 조상에 대한 신화는 실제 생물학적 역사를 나타내는 것으로 이해되어야 한다. 민족성에 대한 이러한 견해의 문제점은 특정 민족 집단의 신화적 기원이 민족 공동체의 알려진 생물학적 역사와 직접적으로 모순되는 경우가 더 많다는 것이다.[46]
  - "기어츠의 원초주의"는 특히 클리퍼드 기어츠 인류학자가 옹호한 것으로, 인간은 일반적으로 혈연, 언어, 영토, 문화적 차이와 같은 원초적인 인간의 "주어진 것"에 압도적인 힘을 부여한다고 주장한다. 기어츠의 견해로는 민족성 자체가 원초적인 것은 아니지만, 인간은 그것이 세상에 대한 그들의 경험에 내재되어 있기 때문에 그렇게 인식한다.[46]
- "영속주의"는 주로 민족성에 관심을 두지만 민족과 민족 공동체를 기본적으로 동일한 현상으로 보는 경향이 있다. 이는 사회적, 정치적 조직으로서의 민족이 태고적이거나 "영속적인" 성격을 지닌다고 주장한다.[47] 스미스(1999)는 두 가지 변형을 구별한다. 즉, 특정 민족이 매우 오랜 기간 존재해왔다고 주장하는 "연속적 영속주의"와 인간 역사의 반복적인 측면으로서 민족의 출현, 해체, 재출현에 초점을 맞추는 "재발적 영속주의"이다.[48]
  - "영구적 영속주의"는 특정 민족 집단이 역사 전반에 걸쳐 지속적으로 존재해왔다고 주장한다.
  - "상황적 영속주의"는 민족과 민족 집단이 역사의 흐름 속에서 출현하고, 변화하며, 사라진다고 주장한다. 이 견해는 민족성 개념이 특정 집단의 이익을 위해 부, 권력, 영토, 지위와 같은 자원을 조작하는 정치 집단이 사용하는 도구라고 본다. 따라서 민족성은 새로운 집단적 이익을 증진하는 수단으로 중요해질 때 출현하며, 사회의 정치적 변화에 따라 변화한다. 민족성에 대한 영속주의적 해석의 예는 바르트(Barth)와 자이드너(Seidner)에게서도 찾아볼 수 있는데, 이들은 민족성을 끊임없는 사회적 협상과 상호작용을 통해 설정되는 사람들의 집단 간 끊임없이 변화하는 경계로 본다.
  - "도구주의적 영속주의"는 민족성을 시대를 초월하여 다른 민족 집단과 경계를 식별하는 다재다능한 도구로 보면서, 민족성을 사회 계층화의 메커니즘으로 설명한다. 즉, 민족성이 개인의 위계적 배열의 기초가 된다는 것이다. 민족 계층화의 기원에 대한 이론을 개발한 사회학자 도널드 노엘에 따르면, 민족 계층화는 "일부 비교적 고정된 집단 구성원 자격(예: 인종, 종교 또는 국적)이 사회적 지위를 할당하는 주요 기준으로 사용되는 계층화 시스템"이다.[49] 민족 계층화는 사회 경제적 지위, 인종, 또는 젠더에 기반한 계층화를 포함하여 여러 종류의 사회 계층화 중 하나이다. 도널드 노엘에 따르면, 민족 계층화는 특정 민족 집단이 서로 접촉하게 될 때, 그리고 그 집단들이 높은 정도의 민족중심주의, 경쟁, 그리고 차등적 권력을 특징으로 할 때만 발생한다. 민족중심주의는 세상을 주로 자신의 문화적 관점에서 바라보고, 자신의 문화 밖의 다른 모든 집단을 격하하려는 경향이다. 로렌스 보보와 빈센트 허칭스와 같은 일부 사회학자들은 민족 계층화의 기원이 개인의 민족적 편견에 있다는 주장을 하며, 이는 민족중심주의 이론과 관련이 있다.[50] 노엘의 이론을 이어받아, 민족 계층화의 출현을 위해서는 어느 정도의 차등적 권력이 존재해야 한다. 다시 말해, 민족 집단 간의 권력 불균형은 "하나가 다른 하나에게 자신의 의지를 강요할 수 있을 정도로 불평등한 권력을 가진다"는 것을 의미한다.[49] 차등적 권력 외에도, 민족적 경계선을 따라 구조화된 어느 정도의 경쟁 또한 민족 계층화의 전제 조건이다. 서로 다른 민족 집단은 권력이나 영향력과 같은 공통의 목표, 또는 부나 영토와 같은 물질적 이익을 위해 경쟁해야 한다. 로렌스 보보와 빈센트 허칭스는 경쟁이 자기 이익과 적대감에 의해 촉진되며, 필연적인 계층화와 집단 갈등을 초래한다고 주장한다.[50]
- "구성주의"는 원초주의적, 영속주의적 관점 모두를 근본적으로 결함 있는 것으로 간주하며,[50] 민족성을 기본적인 인간 조건으로 보는 개념을 거부한다. 이는 민족 집단이 인간 사회적 상호작용의 산물일 뿐이며, 사회에서 유효한 사회적 구성물로 유지되는 한에서만 유지된다고 주장한다.
  - "근대주의적 구성주의"는 민족성의 출현을 근세 초기에 시작된 국민 국가로의 이동과 연관시킨다.[51] 이 이론의 지지자들, 예를 들어 에릭 홉스봄은 민족성과 민족적 자부심의 개념(예: 국민주의)은 순전히 근대적 발명품이며, 세계 역사의 근대 시대에만 나타났다고 주장한다. 그들은 그 이전에는 민족적 동질성이 대규모 사회를 형성하는 데 이상적이거나 필수적인 요소로 간주되지 않았다고 주장한다.

민족성은 사람들이 더 큰 집단과 자신을 동일시하는 중요한 수단이다. 프레드리크 바르트와 에릭 울프와 같은 많은 사회과학자들은 민족 정체성을 보편적인 것으로 간주하지 않는다. 그들은 민족성을 인간 집단에 내재된 본질적인 특성이라기보다는 특정 종류의 집단 간 상호작용의 산물로 본다. 그러한 동일시가 나타나는 과정을 민족 형성이라고 한다. 민족 집단의 구성원들은 일반적으로 시간의 흐름에 따른 문화적 연속성을 주장하지만, 사학자들과 문화인류학자들은 과거와의 연속성을 의미하는 많은 가치, 관행, 규범들이 비교적 최근에 발명된 것임을 기록해 왔다.
민족 집단은 사회에서 문화 모자이크를 형성할 수 있다. 이는 뉴욕이나 트리에스테 같은 도시뿐만 아니라 몰락한 오스트리아-헝가리 제국이나 미국과 같은 국가에서도 나타날 수 있다. 현재의 주요 논점은 특히 사회 문화적 차별화, 다국어 사용, 경쟁하는 정체성 제안, 다중 문화 정체성, 그리고 샐러드 그릇과 용광로의 형성이다. 민족 집단은 하위문화, 이익 집단 또는 사회 계급과 같은 다른 사회 집단과 구별되는데, 이는 민족 집단이 민족 형성으로 알려진 역사적 기간(수세기)에 걸쳐 출현하고 변화하며, 여러 세대에 걸친 족내혼의 결과로 공통 조상을 형성하기 때문이다(이는 때때로 민족 신화적인 시조 이야기로 표현된다). 민족 정체성은 "경계 표지" – 즉, 그 집단에 고유하며 다른 집단과 구별되는 특징 – 에 의해 강화된다.

### 미국의 민족성 이론
민족성 이론은 인종이 사회적 범주이며 민족성을 결정하는 여러 요소 중 하나일 뿐이라고 주장한다. 다른 기준에는 "종교, 언어, '관습', 국적, 정치적 동일시"가 포함된다. 이 이론은 1920년대 사회학자 로버트 E. 파크가 제시했다. 이는 "문화" 개념에 기반을 둔다.
이 이론에 앞서 100년 이상 동안 생물학적 본질주의가 인종에 대한 지배적인 패러다임이었다. 생물학적 본질주의는 일부 인종, 특히 서구 버전의 패러다임에서 백인 유럽인이 생물학적으로 우월하고 다른 인종, 특히 서구 논쟁에서 비백인 인종은 본질적으로 열등하다는 믿음이다. 이러한 견해는 모든 사람의 자유를 공식적으로 기반으로 하는 사회에서 아프리카계 미국인 노예화와 아메리카 원주민 대량 학살을 정당화하는 방식으로 생겨났다. 이는 천천히 발전하여 과학자, 신학자 및 대중의 주요 관심사가 된 개념이었다. 종교 기관들은 여러 인종의 창조(다인종설)가 있었는지, 신이 열등한 인종을 만들었는지에 대해 질문했다. 당시 최고의 과학자들 중 다수가 인종적 차이 개념을 받아들였고 백인 유럽인이 우월하다는 것을 발견했다.
민족성 이론은 동화 모델에 기반을 두었다. 파크는 동화의 네 가지 단계를 제시했다: 접촉, 갈등, 적응, 동화. 그는 미국에서 유색인종의 소외된 지위를 그들의 본질적인 생물학적 열등성 때문이 아니라, 미국 문화에 동화되지 못했기 때문이라고 보았다. 그들은 자신들의 열등한 문화를 버리면 동등해질 수 있다고 생각했다.
마이클 오미와 하워드 위난트의 인종 형성 이론은 민족성 이론의 전제와 실제를 직접적으로 비판한다. 그들은 "미국의 인종 형성"에서 민족성 이론이 백인 인구의 이민 패턴에만 독점적으로 기반을 두었으며, 미국 내 비백인들의 독특한 경험을 고려하지 않았다고 주장한다. 파크의 이론은 이민 과정의 여러 단계(접촉, 갈등, 투쟁, 그리고 마지막이자 최선의 반응으로서 동화)를 식별했지만, 이는 백인 공동체에만 해당되었다. 민족성 패러다임은 인종이 공동체의 사회적, 정치적 구조와의 상호 작용, 특히 접촉 시점에 복잡성을 더할 수 있는 방식을 간과했다.
동화 – 다른 문화를 버리고 주류 문화에 동화되려는 것 – 는 일부 집단에게는 인종 차별과 차별에 대한 대응책으로 효과가 있었지만, 다른 집단에게는 그렇지 않았다. 일단 평등을 달성하는 법적 장벽이 해체되자, 인종 차별의 문제는 이미 불리한 위치에 있는 공동체의 전적인 책임이 되었다. 흑인 또는 라틴계 공동체가 백인들이 설정한 기준에 "성공"하지 못한다면, 그것은 그 공동체가 올바른 가치나 신념을 가지고 있지 않거나, 동화되기를 원하지 않아 주류 규범에 완강히 저항했기 때문이라고 가정되었다. 오미와 위난트의 민족성 이론 비판은 불평등의 원인을 문화적 결함에서 찾는 것이 "미국에서 인종 현상이 작용하는 구체적인 사회정치적 역학"을 무시하는 방식임을 설명한다. 이는 인종 차별의 구조적 구성 요소에 대한 비판적 검토를 방해하고 사회 불평등에 대한 "온건한 무시"를 조장한다.

## 민족성과 국적
어떤 경우에는, 특히 초국가적 이주나 식민지 확장을 포함하는 경우, 사람들은 민족성을 국적과 연관시킬 수 있다. 어네스트 겔너와 베네딕트 앤더슨이 제안한 민족성에 대한 근대주의적 이해를 따르는 인류학자와 사학자들은 국민과 국민주의가 17세기에 근대 국가 시스템의 부상과 함께 발전했다고 본다. 이 과정은 국가의 추정적 경계가 국가 경계와 일치(또는 이상적으로 일치)하는 "국민 국가"의 부상으로 절정에 달했다. 따라서 서방 세계에서 민족성 개념은 인종 및 국민과 마찬가지로, 중상주의와 자본주의가 인구의 전 세계적 이동을 촉진하는 동시에 주권국 경계가 더욱 명확하고 엄격하게 정의되던 유럽 식민지 확장의 맥락에서 발전했다.
19세기에 근대 국가들은 일반적으로 "국민"을 대표한다는 주장을 통해 정당성을 모색했다. 그러나 국민 국가는 필연적으로 이런저런 이유로 국가 생활에서 배제된 인구를 포함한다. 결과적으로 배제된 집단의 구성원들은 평등에 기반한 포괄을 요구하거나, 자율을 추구하며, 때로는 기존 국민 국가로부터 완전한 정치적 분리를 요구하기까지 한다.
이러한 조건 하에서, 사람들이 한 국가에서 다른 국가로 이동하거나, 또는 한 국가가 자국 경계를 넘어선 민족을 정복하거나 식민지화했을 때, 한 국가에 소속감을 느끼면서도 다른 국가에 거주하는 사람들에 의해 민족 집단이 형성되었다.
다국민 국가는 두 가지 상반된 사건 중 하나로 인해 발생할 수 있다.
- 전통적인 부족 영토와 상이하게 국가 경계가 최근에 만들어진 경우
- 또는 이전에는 동질적인 국민 국가로 소수 민족이 최근에 이민 온 경우

첫 번째 사례는 탈식민지화 과정에서 형성된 국가들이 자의적인 식민지 경계를 물려받은 아프리카 전역에서 나타나지만, 벨기에나 영국과 같은 유럽 국가에서도 발생한다. 두 번째 사례는 네덜란드와 같은 국가로, 국가가 형성될 당시에는 비교적 민족적으로 동질적이었지만 17세기부터 상당한 이민을 받았고 20세기 후반에는 더욱 그러했다. 영국, 프랑스, 스위스와 같은 국가들은 형성 초기부터 뚜렷한 민족 집단을 포함하고 있었으며, 마찬가지로 상당한 이민을 경험하여 특히 대도시에서 "다문화" 사회를 형성하게 되었다.
신대륙의 국가들은 기존의 원주민 위에 정착민 식민지로 발전했기 때문에 처음부터 다민족 국가였다.
최근 수십 년 동안 페미니스트 학자들(특히 니라 유발-데이비스)은 여성들이 민족 및 국가 범주를 만들고 재생산하는 근본적인 방식에 주목했다. 이러한 범주들은 일반적으로 공적이고 정치적인 영역에 속하는 것으로 논의되지만, 상당 부분 사적인 가족 영역 내에서 유지된다. 여기서 여성은 단순한 생물학적 재생산자가 아니라, 특정 사회 집단에 속하는 지식을 전달하고 행동을 강제하는 "문화 전달자"의 역할을 한다. 여성들은 또한 국가 또는 민족 개념에서 중요한 상징적 역할을 수행하기도 하는데, 예를 들어 분쟁 시 "여성과 아이들"이 방어되어야 할 국가의 핵심을 이룬다는 개념이나, 브리타니아 또는 마리안과 같은 상징적 인물에서 나타난다.

## 민족성과 인종

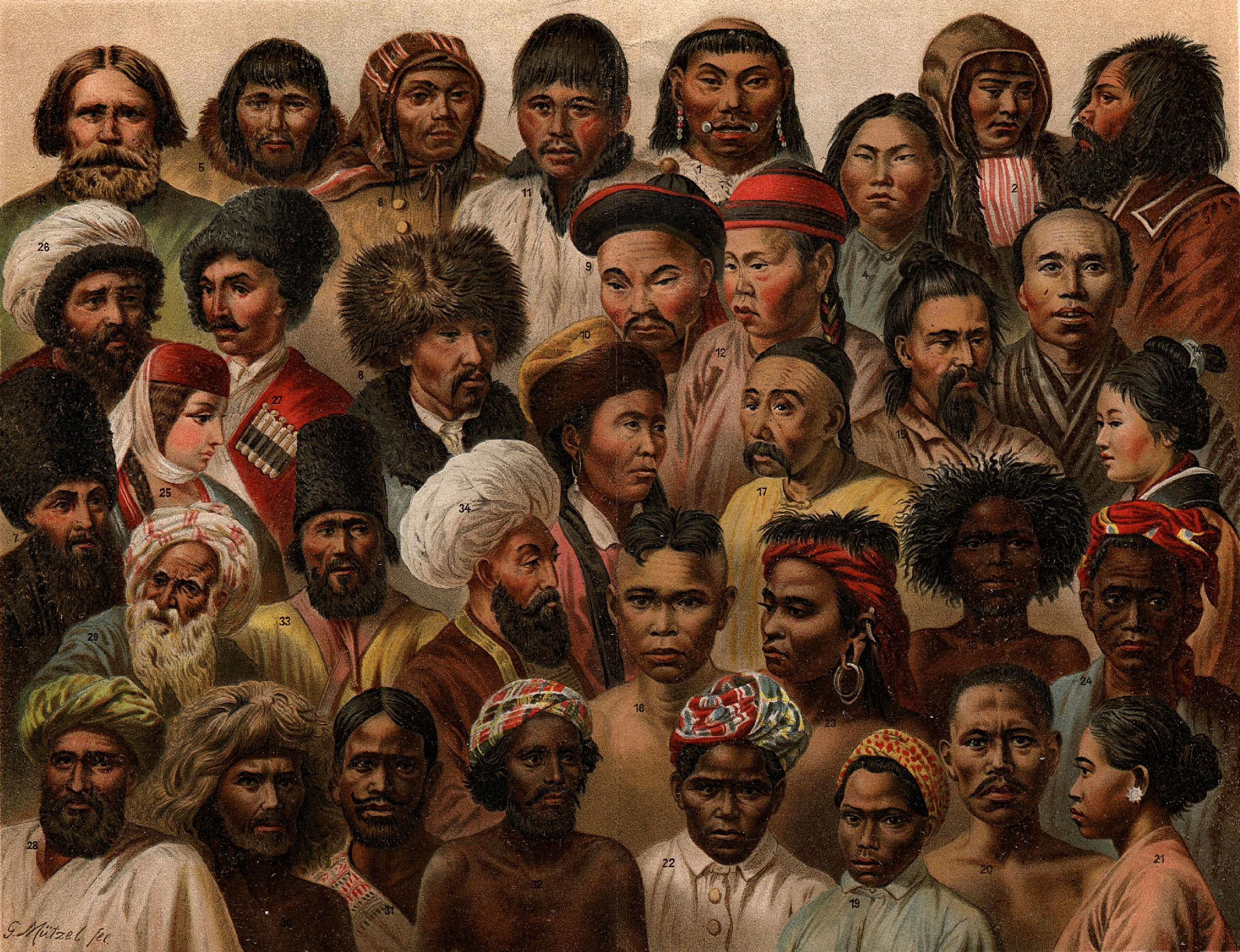
아시아 민족 집단의 인종 다양성 (원래 캡션: Asiatiska folk), 노르딕 가족 사전 (1904)

베버(1864–1920) 이전에는 인종과 민족성이 주로 같은 것의 두 가지 측면으로 간주되었다. 1900년경과 그 이전에는 민족성에 대한 원초주의적 이해가 지배적이었다. 민족들 간의 문화적 차이는 타고난 특성과 경향의 결과로 여겨졌다. 베버가 민족성을 사회적 구성물이라는 개념을 도입하면서 인종과 민족성은 서로 더 분리되었다.
1950년 유네스코의 "인종 문제" 성명서는 당시 국제적으로 저명한 학자들(특히 애슐리 몬태규, 클로드 레비스트로스, 군나르 뮈르달, 줄리언 헉슬리 등)이 서명했으며, 다음과 같이 밝혔다.
국민적, 종교적, 지리적, 언어적, 문화적 집단은 반드시 인종 집단과 일치하지 않으며, 그러한 집단의 문화적 특성은 인종적 특성과 유전적 관련성이 입증되지 않았다. 일반적인 언어에서 "인종"이라는 용어를 사용할 때 이러한 심각한 오류가 습관적으로 저질러지기 때문에, 인간의 인종에 대해 말할 때는 "인종"이라는 용어를 완전히 버리고 "민족 집단"에 대해 말하는 것이 더 나을 것이다.

1982년 인류학자 데이비드 크레이그 그리피스(David Craig Griffith)는 40년간의 민족지학 연구를 요약하며, 인종 및 민족 범주가 세계 경제에 통합된 다양한 지역 출신 사람들의 다른 방식에 대한 상징적 표지라고 주장했다.
노동 계급을 분열시키는 상반된 이해관계는 "인종"과 "민족"적 구분에 대한 호소로 더욱 강화된다. 이러한 호소는 서로 다른 노동자 범주를 노동 시장의 계층에 할당하여, 낙인찍힌 인구를 하위 계층으로 격하시키고 상위 계층을 아래로부터의 경쟁으로부터 보호하는 역할을 한다. 자본주의가 노동자 범주를 서로 구분하는 모든 민족적, 인종적 구분을 만들어낸 것은 아니다. 그럼에도 불구하고, 이러한 구분에 효과적인 가치를 부여하는 것은 자본주의 하의 노동 동원 과정이다.

울프에 따르면, 인종적 범주는 중상주의 시대에 구성되고 통합되었으며, 민족 집단은 자본주의 확산 시기에 구성되었다.
1977년 월맨은 영국과 미국의 일상 언어에서 "ethnic"이라는 용어의 사용에 대해 다음과 같이 언급했다.
영국에서는 "ethnic"이라는 용어가 대중적으로 "[인종]"을 의미하며, 다만 덜 정확하고 가치적 부담이 덜하다. 반면에 북미에서는 "[인종]"이 가장 흔히 피부색을 의미하며, "ethnics"는 비영어권 국가에서 온 비교적 최근 이민자들의 후손을 의미한다. 영국에서는 "[Ethnic]"이 명사가 아니다. 사실상 "ethnics"는 존재하지 않으며, "ethnic relations"만 존재한다.

미국에서 미국 관리예산실은 미국 인구조사 목적상 사용되는 인종 정의가 "과학적 또는 인류학적"이 아니며, "주로 생물학적 또는 유전적 참조가 아닌" "적절한 과학적 방법론"을 사용하여 "사회적, 문화적 특성뿐만 아니라 혈통"도 고려한다고 밝히고 있다.
라몬 그로스포겔(버클리 캘리포니아 대학교)은 "인종/민족 정체성"이 하나의 개념이며, 인종과 민족성 개념이 분리되고 자율적인 범주로 사용될 수 없다고 주장한다.
인종 집단과 "겹치는" 민족들도 사회에서 더 정당한 것으로 인식되지만, 혈통이 민족성을 배타적으로 정의하지는 않으며, 정의하는 데 필요하지도 않다.

## 민족-국민 갈등
때로는 민족 집단이 국가 또는 그 구성원에 의한 편견적 태도와 행동의 대상이 된다. 20세기에는 민족 집단 간의 갈등 또는 민족 집단 구성원과 국가 간의 갈등이 두 가지 방식 중 하나로 해결될 수 있고 해결되어야 한다고 주장되기 시작했다. 위르겐 하버마스와 브루스 배리(Bruce Barry)와 같은 일부 학자들은 현대 국가의 정당성은 자율적인 개별 주체의 정치적 권리라는 개념에 기반해야 한다고 주장했다. 이 견해에 따르면 국가는 민족적, 국가적 또는 인종적 정체성을 인정해서는 안 되며, 대신 모든 개인의 정치적, 법적 평등을 강제해야 한다. 찰스 테일러와 윌 킴리카와 같은 다른 학자들은 자율적 개인이라는 개념 자체가 문화적 구성물이라고 주장한다. 이 견해에 따르면 국가는 민족 정체성을 인정하고, 국민 국가의 경계 내에서 민족 집단의 특정 요구를 수용할 수 있는 절차를 개발해야 한다.
19세기에는 요한 고트프리트 폰 헤르더를 포함한 독일 이론가들이 처음으로 인종 개념을 국민주의와 연결시키면서 민족주의의 정치 이데올로기가 발전했다. 역사나 역사적 맥락을 배제하고 민족적 유대에 초점을 맞춘 사회의 사례들은 민족주의적 목표를 정당화하는 결과를 초래했다. 이의 예로 자주 인용되는 두 시기는 19세기 독일 제국의 통합과 확장, 그리고 20세기 나치 독일이다. 이들은 각각 이러한 정부들이 항상 독일 민족이 거주했던 땅만을 획득하고 있다는 범민족적 사상을 홍보했다. 오스만 제국과 오스트리아-헝가리 제국의 해체로 근동과 동남 유럽에서 나타난 국가, 그리고 소련의 해체로 나타난 국가와 같이 국민 국가 모델에 늦게 합류한 국가의 역사는 민족 간 갈등으로 점철되어 있다. 이러한 갈등은 세계의 다른 지역에서와는 달리 국가 간이 아니라 다민족 국가 내에서 주로 발생한다. 따라서 이러한 갈등은 다민족 국가 내의 민족 간 갈등임에도 불구하고 종종 내전으로 잘못 분류되고 특징지어진다.

## 대륙별 민족 집단

### 아프리카
아프리카의 민족 집단은 수백 개에 달하며, 각 집단은 일반적으로 고유한 언어 (또는 언어의 방언)와 문화를 가지고 있다.

### 아시아

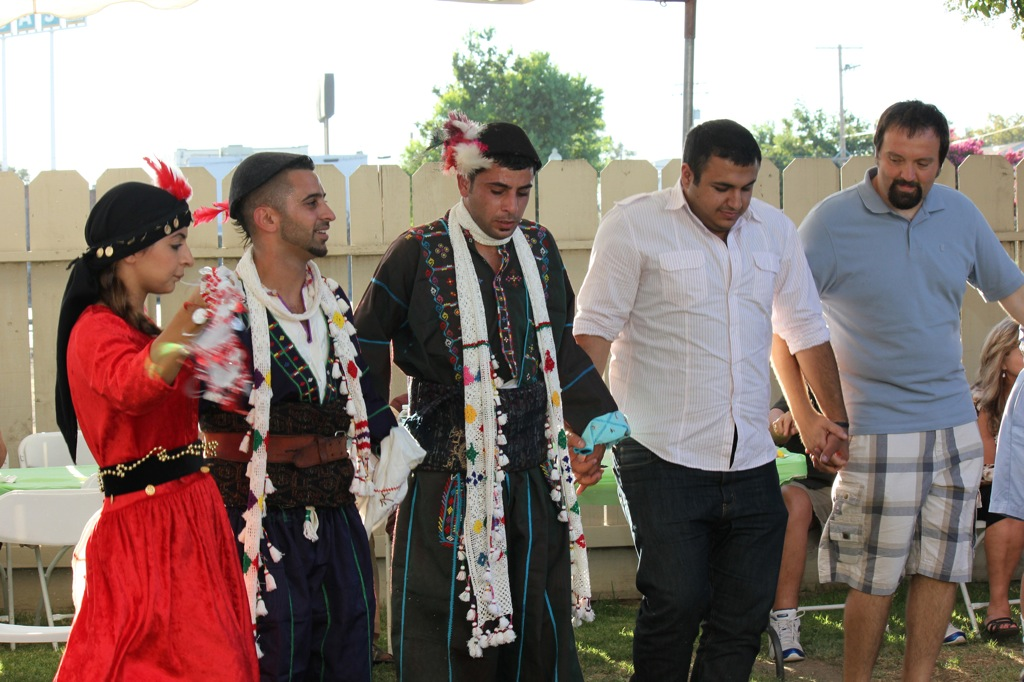
아시리아인은 이라크 북부의 원주민 중 하나이다.

민족 집단은 아시아 전역에 풍부하며, 북극, 아한대, 온대, 아열대 또는 열대와 같은 아시아의 기후대에 적응해 왔다. 민족 집단은 산, 사막, 초원, 숲에 적응해 왔다.
아시아의 해안에서는 민족 집단들이 다양한 수확 및 운송 방법을 채택했다. 일부 집단은 주로 수렵채집인이며, 일부는 유목 생활을 하고, 다른 일부는 수천 년 동안 농경/농촌 생활을 해왔고, 또 다른 일부는 산업/도시 생활을 하고 있다. 홍콩, 상하이시, 싱가포르와 같은 아시아의 일부 집단/국가들은 완전히 도시화되어 있다. 아시아의 식민지화는 20세기에 대부분 끝났으며, 대륙 전역에서 독립과 자결권을 위한 국가적 움직임이 일어났다.
인도네시아에만 600개 이상의 민족 집단이 있으며, 이들은 인도네시아 제도의 17,000개 섬에 분포되어 있다.
러시아에는 80%를 차지하는 러시아인 민족 외에도 185개 이상의 공식적으로 인정된 민족 집단이 있다. 가장 큰 집단은 타타르족으로 3.8%를 차지한다. 작은 집단 중 다수는 러시아의 아시아 부분에서 발견된다 (참고: 시베리아 원주민).

### 유럽

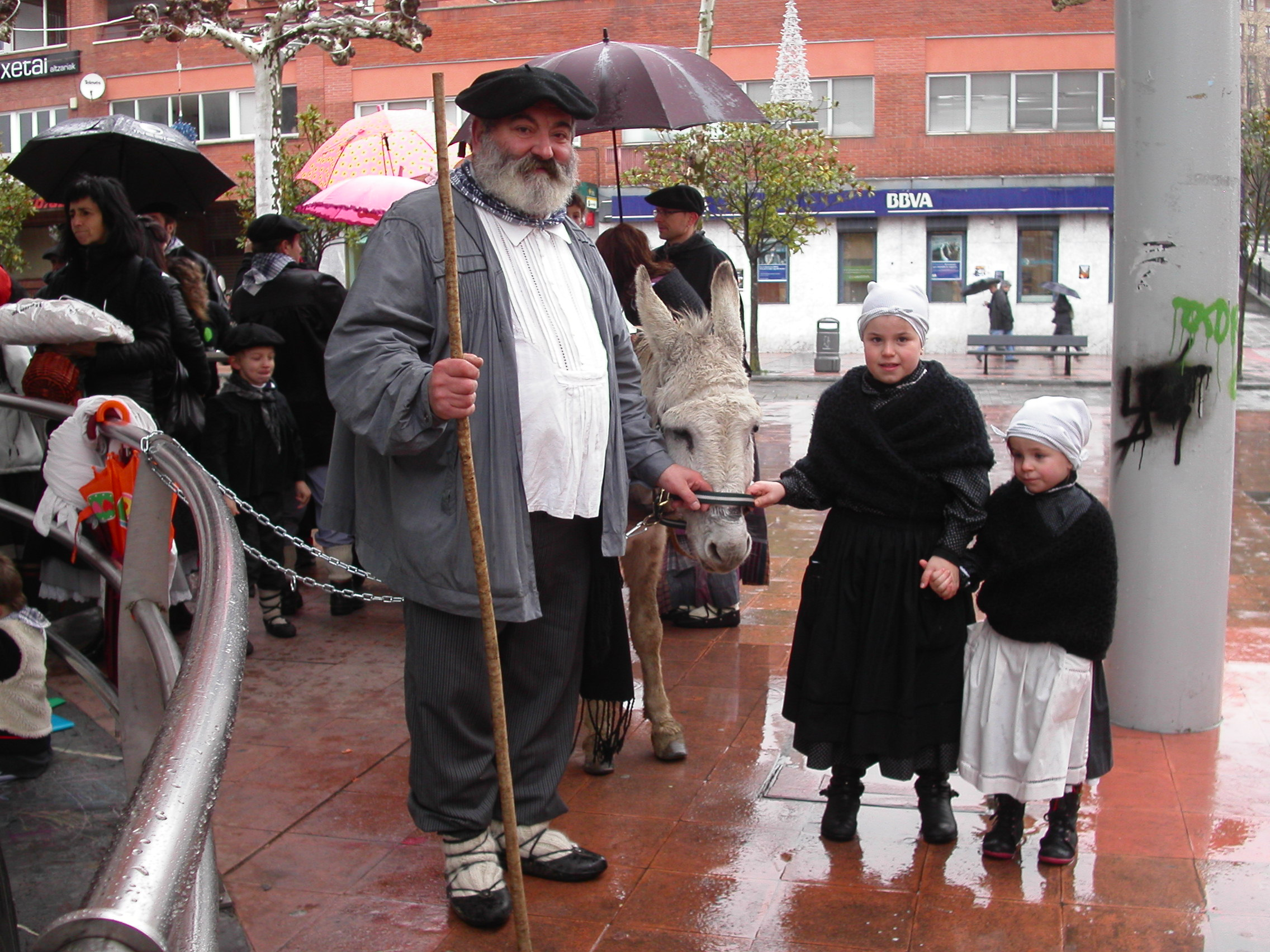
바스크인은 프랑스와 스페인 양국 모두의 원주민 소수 민족을 구성한다.

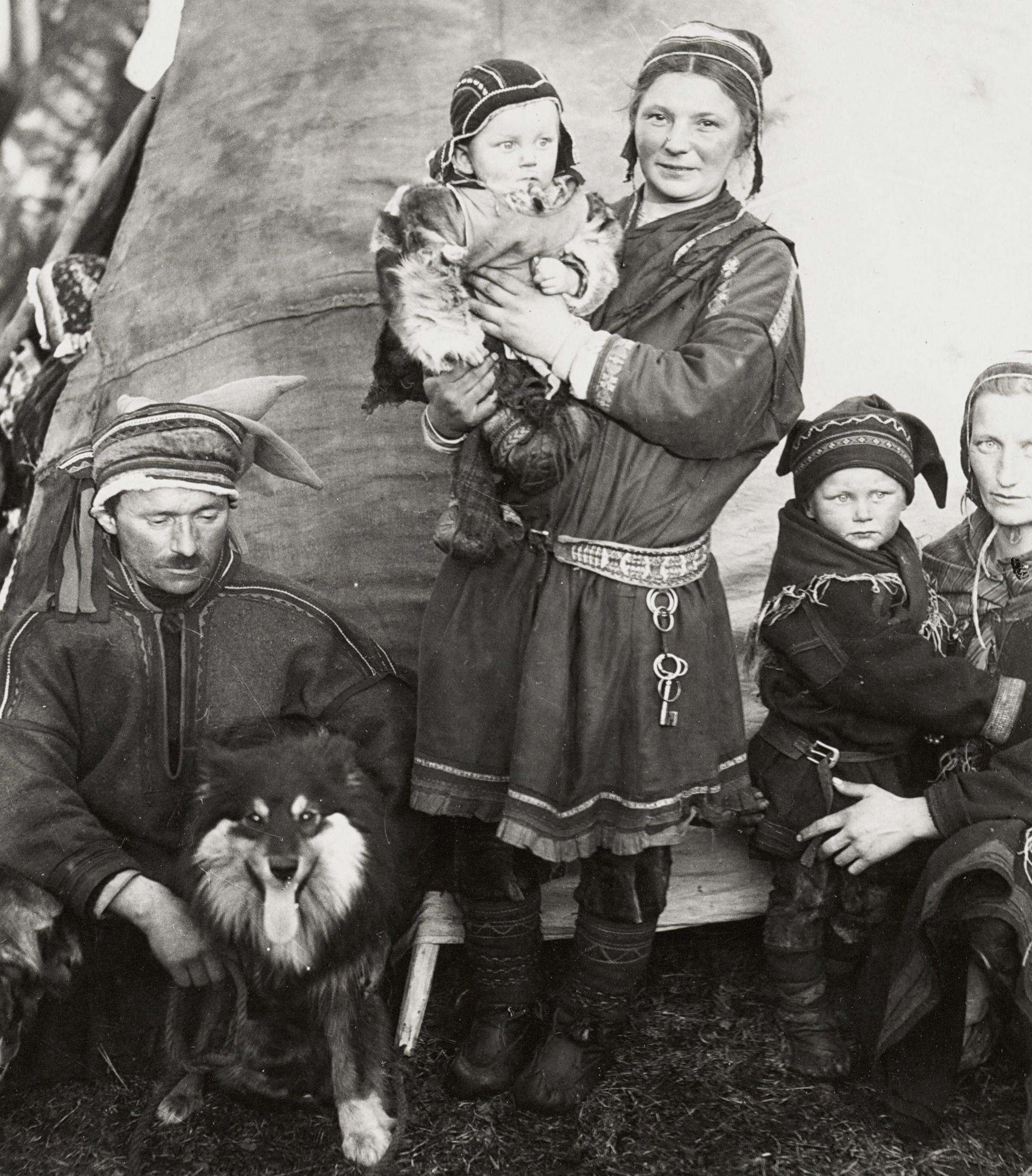
사미인 가족, 라피 지역 핀란드, 1936년

유럽에는 수많은 민족 집단이 있다. 판과 프파일(Pan and Pfeil, 2004)은 87개의 뚜렷한 "유럽 민족"을 세는데, 이 중 33개는 적어도 하나의 주권국에서 다수 인구를 형성하고, 나머지 54개는 그들이 거주하는 모든 국가 내에서 소수 민족을 구성한다(비록 하위 국가 단위 내에서는 지역적으로 다수를 형성할 수도 있다). 유럽의 총 국가적 소수 인구는 1억 5백만 명, 즉 7억 7천만 유럽인의 14%로 추정된다.
프랑스와 스위스를 포함한 여러 유럽 국가들은 거주 인구의 민족성에 대한 정보를 수집하지 않는다.
유럽의 대규모 유목민족의 한 예는 롬인인데, 이들은 (종종 경멸적으로) 집시라고도 불린다. 이들은 인도에서 유래했으며 롬어를 사용한다.
세르비아의 보이보디나주는 다민족적이고 다문화적 정체성을 가지고 있는 것으로 알려져 있다. 그곳에는 약 26개의 민족 집단이 있으며, 주 정부 행정에서 6개 언어가 공식적으로 사용된다.

### 북아메리카
북아메리카의 원주민은 아메리카 원주민이다. 유럽 식민지화 시기에 유럽인들이 북아메리카에 도착했다. 대부분의 아메리카 원주민은 스페인 질병과 천연두와 같은 다른 유럽 질병으로 사망했다. 미국의 가장 큰 범민족 집단은 미국 백인이다. 히스패닉 및 라틴계 미국인 (특히 멕시코계 미국인)과 아시아계 미국인은 최근에 미국으로 이민 왔다. 멕시코에서는 대부분의 멕시코인이 스페인인과 아메리카 원주민 혈통의 혼혈인 메스티소이다. 미국에 거주하는 일부 히스패닉 및 라틴계 미국인은 메스티소가 아니다.
노예화된 아프리카인들은 16세기부터 19세기까지 대서양 노예 무역 기간 동안 북아메리카로 끌려왔다. 그들 중 다수는 카리브 제도로 보내졌다. 카리브 제도에 거주하는 민족 집단은 원주민, 아프리카인, 인도인, 백인 유럽인, 중국인, 포르투갈인이다. 도미니카 공화국에 처음 도착한 백인 유럽인은 1492년 스페인인이었다. 카리브 제도는 또한 포르투갈, 영국, 네덜란드, 프랑스에 의해 식민지화되고 발견되었다.
미국에는 상당수의 혼혈인이 존재한다. 2021년 기준, 비히스패닉계이며 둘 이상의 인종으로 자신을 인식한 미국인의 수는 1,350만 명이었다. 혼혈이라고 밝힌 히스패닉계 미국인의 수는 2,030만 명이었다. 2010년대 동안 비히스패닉계 혼혈인 미국인의 수는 127% 증가했다.
미국에서 가장 큰 민족 집단은 독일인, 아프리카계 미국인, 멕시코인, 아일랜드계 미국인, 잉글랜드계 미국인, 미국인, 이탈리아인, 폴인, 프랑스인, 스코틀랜드인, 미국 원주민, 푸에르토리코인, 노르웨이인, 네덜란드인, 스웨덴인, 중국인, 서인도 제도, 러시아인, 필리핀인이다.
캐나다에서는 유럽계 캐나다인이 가장 큰 민족 집단이다. 캐나다 원주민 인구는 비원주민 인구보다 더 빠르게 증가하고 있다. 캐나다로 이민 오는 대부분의 사람들은 아시아 출신이다.

### 남아메리카

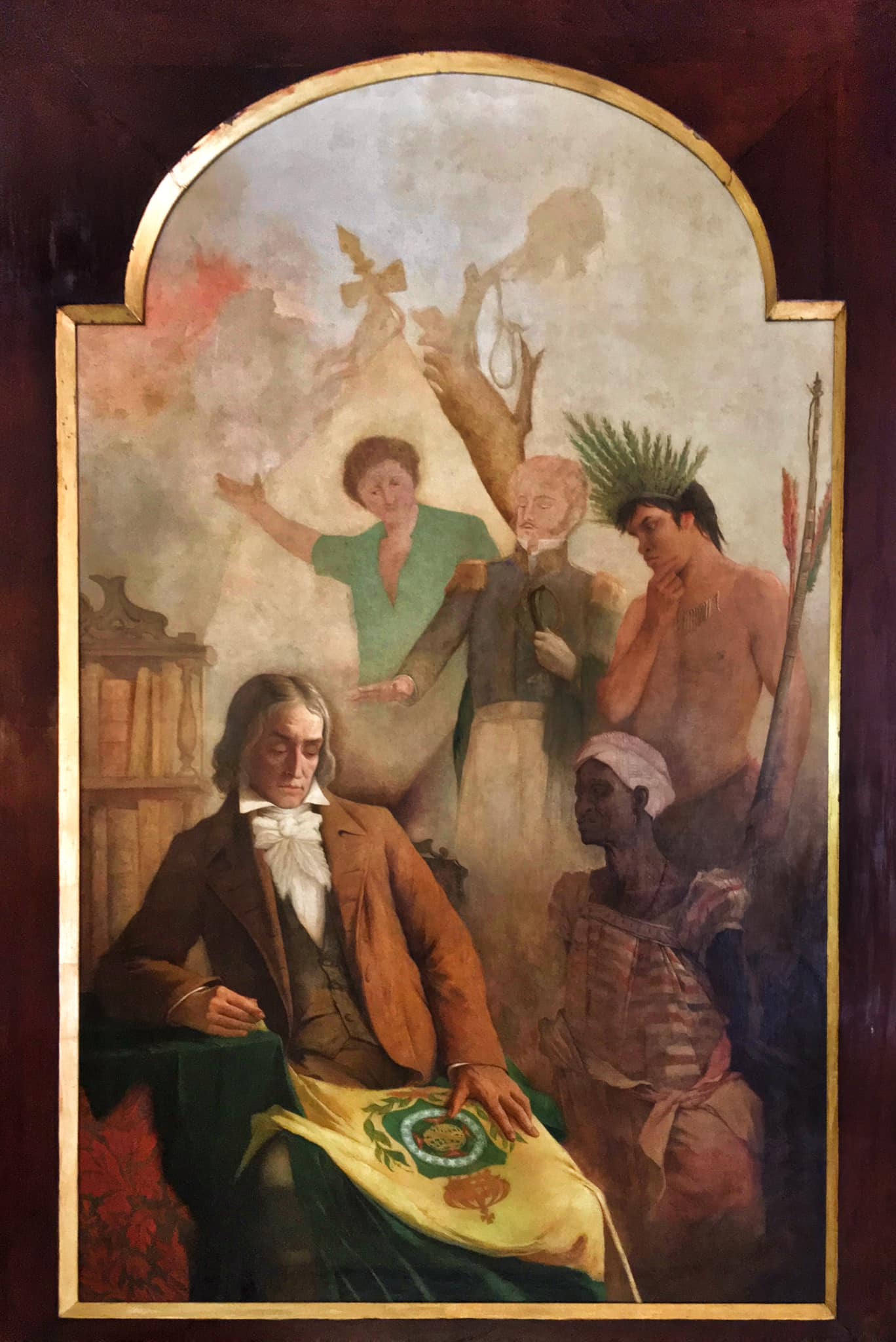
1899년 브라질의 건국을 묘사한 알레고리 그림, 브라질의 건국 아버지 중 한 명인 조제 보니파시우 지 안드라다 이 시우바가 브라질 제국의 국기와 브라질의 세 주요 민족 집단과 함께 그려져 있다.

남아메리카에서는 지역별로 매우 다양하지만, 사람들은 흔히 혼혈인, 원주민, 유럽인, 흑인 아프리카인, 그리고 소수 아시아인으로 구성된다.

### 오세아니아
오세아니아의 거의 모든 국가에는 원주민이 다수를 차지하며, 예외적으로 오스트레일리아, 뉴질랜드, 노퍽섬은 유럽인이 다수를 차지한다. 유럽인이 적은 국가로는 괌, 하와이주, 누벨칼레도니 (유럽계 주민은 칼도쉬라고 불린다) 등이 있다. 오세아니아 원주민은 오스트레일리아 원주민, 오스트로네시아족, 파푸아인이며, 이들은 아시아에서 유래했다. 오세아니아의 오스트로네시아족은 다시 멜라네시아인, 미크로네시아인, 폴리네시아인의 세 가지 뚜렷한 집단으로 나뉜다.
오세아니아의 라틴아메리카에 인접한 남태평양의 섬들은 16세기에 유럽인들에게 발견되었을 때 사람이 살지 않았으며, 아메리카 원주민이나 오세아니아 원주민의 선사 시대 인간 활동을 나타내는 어떤 것도 없었다. 현재 거주민은 주로 그들을 통치하는 라틴아메리카 국가 출신의 메스티소와 유럽인이다. 비록 이러한 섬들 중 인구가 많은 곳은 없지만 말이다. 이스터섬은 라파누이족이라는 폴리네시아 원주민 인구를 가진 유일한 라틴아메리카와 정치적으로 연결된 해양 섬이다. 현재 거주민에는 원주민 폴리네시아인과 정치 행정가인 칠레 출신 메스티소 정착민, 그리고 폴리네시아와 메스티소/유럽 혈통의 혼혈인이 포함된다. 이스터섬 서쪽에 있는 영국 해외 영토인 핏케언 제도에는 약 50명의 주민이 거주한다. 이들은 18세기에 영국인과 타히티인 정착민의 초기 그룹에서 유래한 혼혈 유라시아인이다. 이 섬들은 이전에 폴리네시아인이 거주했지만, 정착민이 도착할 무렵에는 폴리케언 제도를 이미 버리고 떠났다. 현재 오스트레일리아의 외부 영토인 노퍽섬도 18세기 유럽인에 의해 처음 발견되기 전에 폴리네시아인이 거주했던 것으로 추정된다. 일부 주민들은 1856년 인구 과밀로 인해 노퍽으로 재배치된 혼혈 핏케언 섬 주민들의 후손이다.
한때 무인도였으나 나중에 일본에 정치적으로 통합된 오가사와라 제도는 일본 본토인과 초기 유럽 정착민의 후손으로 구성된 소규모 인구가 거주한다. 1990년대의 고고학적 발견은 16세기 유럽인 발견 이전에 미크로네시아인에 의한 선사 시대 인간 활동이 있었을 가능성을 시사한다.
베이커섬, 클리퍼턴섬, 하울랜드섬, 자르비스섬을 포함하여 오세아니아와 관련된 여러 정치적 실체는 여전히 무인도이다. 20세기 초 클리퍼턴 섬에는 멕시코인들을, 자르비스 섬에는 하와이인들을 정착시키려는 시도가 있었지만 단명했다. 자르비스 섬의 정착민들은 제2차 세계 대전 중 일본의 진출로 인해 섬에서 재배치되었고, 클리퍼턴 섬의 정착민 대부분은 굶주림으로 사망하고 서로를 살해했다.

#### 오스트레일리아
오스트레일리아에 거주했던 최초의 명백한 민족 집단은 멜라네시아계 토레스 해협 섬 주민들과 관련이 있다고 여겨지는 오스트레일리아 원주민이었다. 유럽인, 주로 영국인들이 1770년에 처음 도착했다.
2016년 인구조사에 따르면 오스트레일리아 다음으로 가장 흔한 출생국은 영국과 뉴질랜드였다. 중국과 인도 출생자의 비율은 2011년 이후 증가했다(각각 6.0%에서 8.3%, 5.6%에서 7.4%로).
애버리지니 또는 토레스 해협 섬 원주민 출신이라고 밝힌 사람들의 비율은 2011년 오스트레일리아 인구의 2.5%에서 2016년 2.8%로 증가했다.

## 같이 보기
- 조상
- 디아스포라
- 민족 청소
- 민족 이익 집단
- 민족기
- 민족적 불이익
- 민족문화적 공감
- 민족말살
- 민족지 집단
- 계보학
- 유전 계보학
- 인간 게놈 다양성 프로젝트
- 정체성 정치
- 내집단과 외집단
- 상호교차성
- 현대 민족 집단 목록
- 국가별 민족 집단 목록
- 원주민 목록
- 초민족성
- 민족 (인류학)
- 나라의 상징
- 패싱 (사회학)
- 다민족
- 집단유전학
- 인구조사의 인종 및 민족
- 미국 인구조사의 인종 및 민족
- 인종과 건강
- 나라 없는 민족
- 세계 인구의 Y-염색체 하플로그룹

### 출전
- Ananta, Aris; Arifin, Evi Nurvidya; Hasbullah, M Sairi; Handayani, Nur Budi; Pramono, Agus (2015). 《Demography of Indonesia's Ethnicity》. 동남아시아 연구소. ISBN 978-981-4519-87-8.
- Omi, Michael; Winant, Howard (1986). 《Racial Formation in the United States from the 1960s to the 1980s》. New York: 라우틀리지 and Kegan Paul, Inc.
- Smith, Anthony D. (1999), 《Myths and memories of the Nation》, 옥스퍼드 대학교 출판부

## 더 읽어보기
- Barth, Fredrik (ed). Ethnic groups and boundaries. The social organization of culture difference, Oslo: Universitetsforlaget, 1969
- Billinger, Michael S. (2007), "Another Look at Ethnicity as a Biological Concept: Moving Anthropology Beyond the Race Concept" 보관됨 9 7월 2009 - 웨이백 머신, Critique of Anthropology 27, 1:5–35.
- Craig, Gary, et al., eds. Understanding 'race' and ethnicity: theory, history, policy, practice (Policy Press, 2012)
- Danver, Steven L. Native Peoples of the World: An Encyclopedia of Groups, Cultures and Contemporary Issues (2012)
- 토마스 휠란 에릭센 (1993) Ethnicity and Nationalism: Anthropological Perspectives, London: Pluto Press
- Eysenck, H.J., Race, Education and Intelligence (London: Temple Smith, 1971) (ISBN 0851170099)
- Healey, Joseph F., and Eileen O'Brien. Race, ethnicity, gender, and class: The sociology of group conflict and change (Sage Publications, 2014)
- 에릭 홉스봄, and Terence Ranger, editors, The Invention of Tradition. (Cambridge: 케임브리지 대학교 출판부, 1983).
- Kappeler, Andreas. The Russian empire: A multi-ethnic history (라우틀리지, 2014)
- Levinson, David, Ethnic Groups Worldwide: A Ready Reference Handbook, 그린우드 출판 그룹 (1998), ISBN 978-1573560191.
- Magocsi, Paul Robert, ed. Encyclopedia of Canada's Peoples (1999)
- Morales-Díaz, Enrique; Gabriel Aquino; & Michael Sletcher, "Ethnicity", in Michael Sletcher, ed., New England, (Westport, CT, 2004)
- Seeger, A. 1987. Why Suyá Sing: A Musical Anthropology of an Amazonian People, Cambridge, Cambridge University Press.
- Sider, Gerald, Lumbee Indian Histories (Cambridge University Press, 1993).
- Smith, Anthony D. (1987), 《The Ethnic Origins of Nations》, Blackwell
- Smith, Anthony D. (1998). Nationalism and modernism. A Critical Survey of Recent Theories of Nations and Nationalism. 라우틀리지.
- Steele, Liza G.; Bostic, Amie; Lynch, Scott M.; Abdelaaty, Lamis (2022). "Measuring Ethnic Diversity". Annual Review of Sociology. 48 (1).
- Thernstrom, Stephan A. ed. Harvard Encyclopedia of American Ethnic Groups (1981)
- ^ 미국 인구조사국 State & County QuickFacts: Race.